# Улица Беринга (Санкт-Петербург)
Улица Бе́ринга — улица в историческом районе Гавань Василеостровского административного района Санкт-Петербурга. Проходит от Шкиперского протока до Наличной улицы. Западнее Наличной улицы переходит в Новосмоленскую набережную. Параллельна улице Шевченко. Участок от Шкиперского протока до Малого проспекта фактически представляет собой внутриквартальный проезд. По участку улицы Беринга от Малого проспекта до улицы Нахимова проходит граница между муниципальными округами Васильевский и Гавань, по участку от улицы Нахимова до Наличной улицы — между округами Васильевский и Морской.

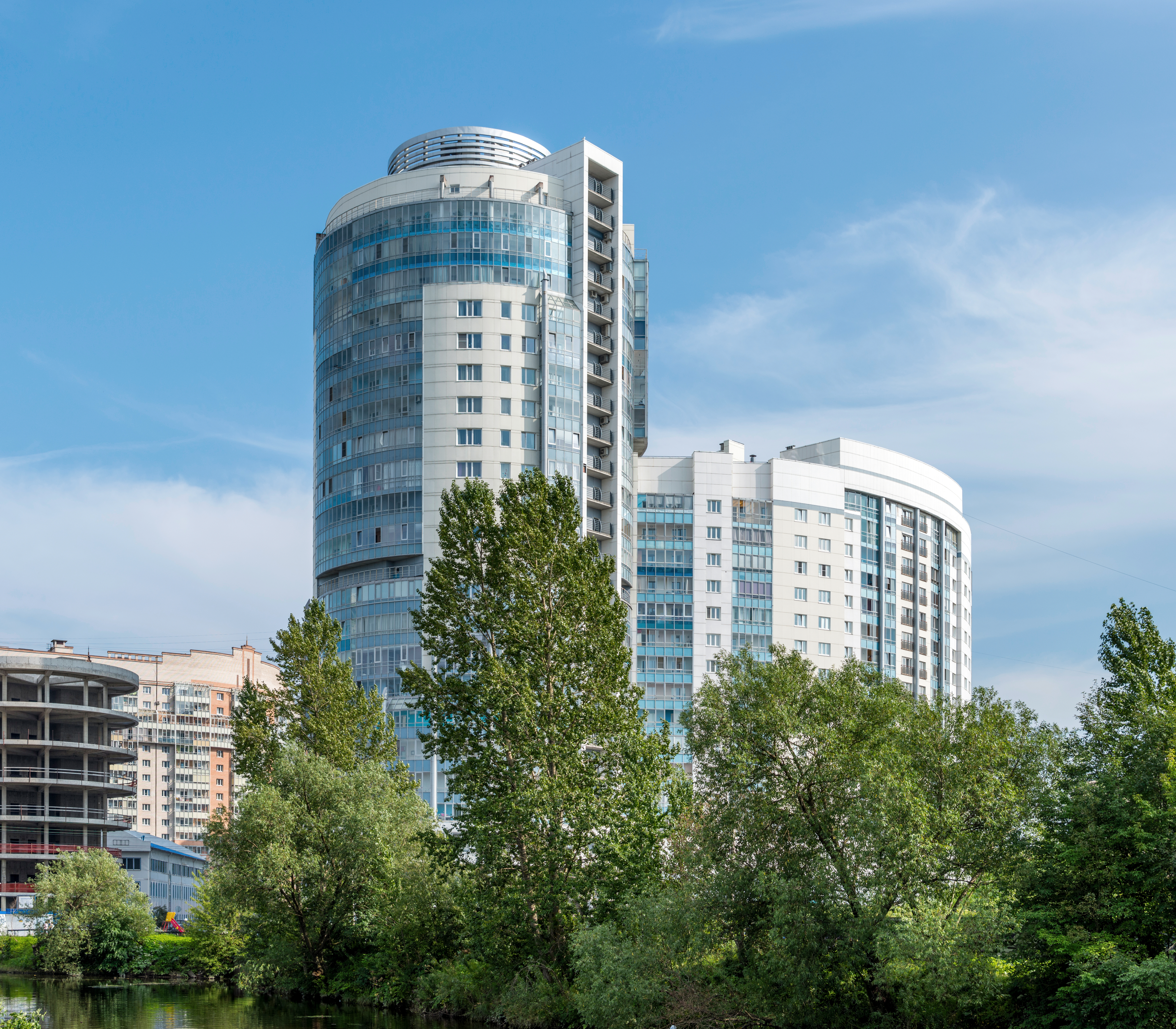
Улица Беринга, дом 27

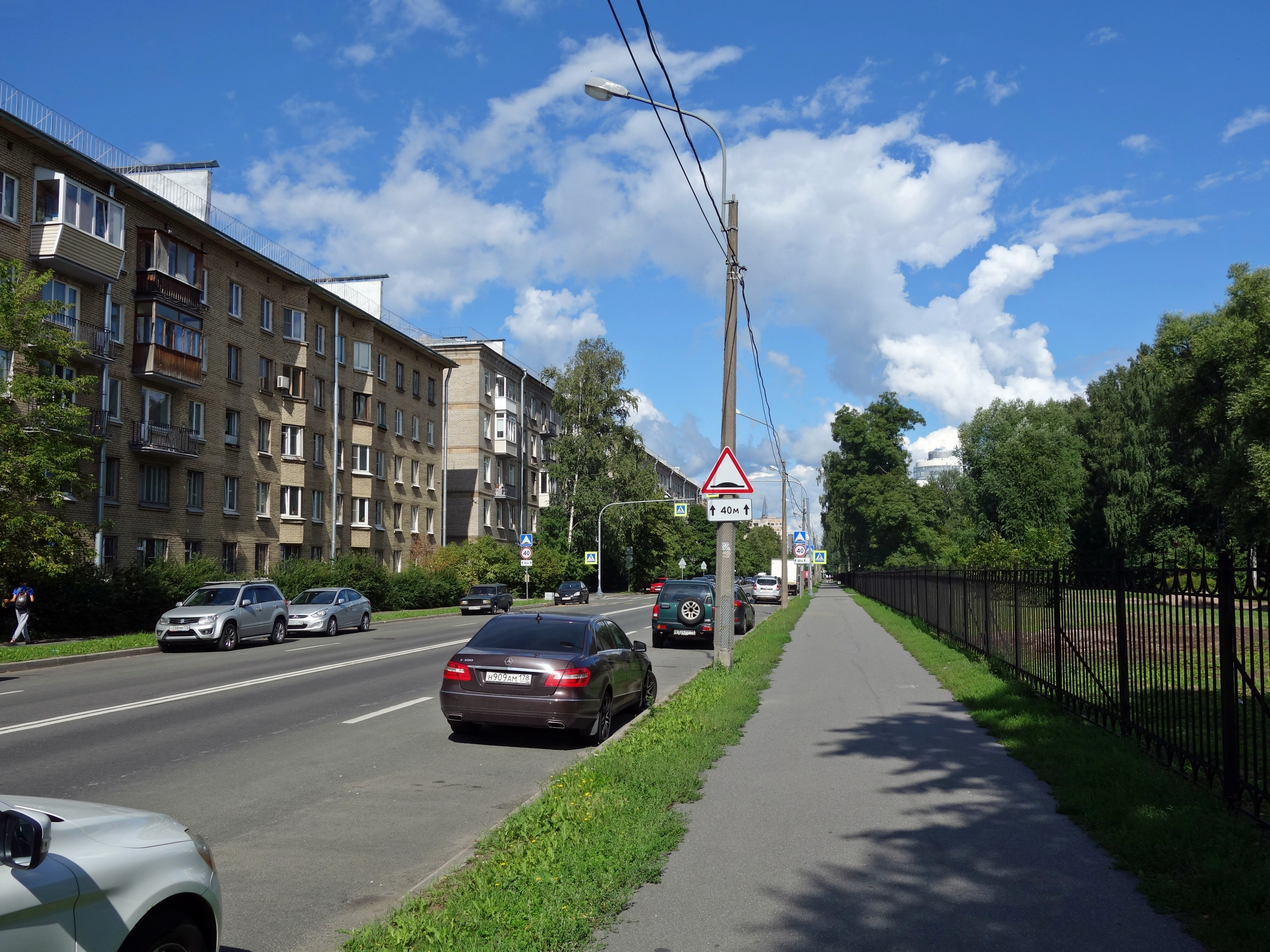
Улица Беринга и Смоленское православное кладбище

## История
Улица существует с 1950 года. Являлась частью Детской улицы. 
Была выделена из неё 17 июня 1982 года. Получила название в память о датско-российском мореплавателе Витусе Беринге (1681—1741).

## Пересечения
С юга на север (по увеличению нумерации домов) улицу Беринга пересекают следующие улицы:
- Шкиперский проток — улица Беринга примыкает к нему;
- Малый проспект Васильевского острова — пересечение;
- Бекетовская улица — примыкание;
- улица Нахимова — примыкание;
- Наличная улица — пересечение с переходом улицы Беринга в Новосмоленскую набережную.

## Транспорт
Ближайшая к улице Беринга станция метро — «Приморская» (около 250 м по прямой от конца улицы). На расстоянии около 1,9 км по прямой от начала улицы находится станция «Василеостровская». Обе станции расположены на 3-й (Невско-Василеостровской) линии.
На расстоянии около 800 м по прямой от начала улицы, у пересечения Большого проспекта и Косой линии станция «Горный институт» 4-й (Правобережной) линии.
Движение наземного общественного транспорта по улице отсутствует. Наземный транспорт, проходящий по Малому проспекту В. О. в обе стороны, делает остановку «Улица Беринга»:
- автобус № 100;
- троллейбусы № 9 и № 28.

## Общественно значимые объекты
- физико-математический лицей № 30 — улица Шевченко, дом 23, корпус 2;
- детский сад № 50 — улица Шевченко, дом 27, корпус 2;
- Смоленское православное кладбище — между Малым проспектом и Бекетовской улицей, его западная сторона ограничена улицей Беринга;
- школа № 15 (начальные классы) — улица Шевченко, дом 35;
- детский сад № 16 — дом 22, корпус 2;
- Культурно-просветительский центр «Дагестан» — дом 23, корпус 3;
- Арктический и антарктический научно-исследовательский институт (у пересечения с Наличной улицей) — дом 38.

## Перспективы развития
Возможно продление улицы Беринга от Шкиперского протока до Среднего проспекта в створе 28—29-й линий.